# Zbór Kościoła Chrześcijan Baptystów "Droga życia" w Otwocku
Zbór Kościoła Chrześcijan Baptystów "Droga życia" w Otwocku – zbór Kościoła Chrześcijan Baptystów znajdujący się w Otwocku.
Nabożeństwa odbywają się w każdą niedzielę o godzinie 11:00.